# Brassica oleracea var. viridis
La col de cabdell  (Brassica oleracea  var. viridis) és una planta comestible de la família de les Brassicàcies. És una planta herbàcia biennal, conreada com anual, les fulles són ovals, oblongues, llises, arrissades o circulars, depenent de la varietat i formen un característic cabdell compacte.
Les diferents varietats han estat obtingudes a partir de l'espècie silvestre, coneguda des de fa segles, a través d'encreuaments i selecció per adaptar-les a les diferents condicions climàtiques.
Hi ha dues varietats principals de cols de cabdell: les primerenques i les tardanes. Les primerenques maduren en 50 dies aproximadament. Produeixen cabdells petits i es destinen al consum immediat, ja que no resisteixen l'emmagatzematge. Les tardanes, que maduren als 80 dies, produeixen cabdells molt més grossos i es destinen a la provisió hivernal. 

Es consumeixen tant cuinades com en amanida i es poden conservar cuits, congelades amb un escaldat previ i fins i tot preparar com xucrut (col fermentada que s'utilitza com a condiment o acompanyament).
Les cols de cabdell són riques en vitamina C, A, calci i β-carotè, a més de tenir un alt contingut de fibra.

## Noms en català
També rep els noms de col cabdellada, col bufera, col trucada, cop o acop de col, col copa, col copada, col acopada o col de pinyar. La varietat conica és la col caputxina, o caputxona, o col de caputxa; té el tronc curt i rogenc i les fulles molt carnoses formant cabeçola cònica.

## Plagues i malalties
- Pièrides de la col; les erugues d'algunes papallones de la família Pieridae, com l'espècie Pieris brassicae, s'alimenten de les fulles i poden convertir-se en plagues molt nocives.
- Hèrnia de la col; la produeix  Plasmodiphora brassicae, provoca el marciment tant de les fulles com de la tija.
- Míldiu de la col; produïda per  Peronospora brassicae, les fulles es tornen fosques i moren. És una malaltia criptogàmica.
- Lepidòpter noctúid de la col;  Mamestra brassicae, les seves erugues excaven galeries al nucli.